# Cerapachys princeps
Cerapachys princeps är en myrart som först beskrevs av Clark 1934.  Cerapachys princeps ingår i släktet Cerapachys och familjen myror. Inga underarter finns listade i Catalogue of Life.